# Nogent-le-Rotrou
 Nogent-le-Rotrou  es una población y comuna francesa, en la región de  Centro, departamento de Eure y Loir, en el distrito de Nogent-le-Rotrou. Es el chef-lieu y la mayor población del cantón de Nogent-le-Rotrou, en Francia.

## Demografía
| 9428 | 11 578 | 12 806 | 12 464 | 11 591 | 11 524 |
| Para los censos de 1962 a 1999 la población legal corresponde a la población sin duplicidades (Fuente: INSEE [Consultar]) |        |        |        |        |        |